# Bancolombia Open 2005
Il Bancolombia Open 2005 è stato un torneo di tennis facente parte della categoria ATP Challenger Series nell'ambito dell'ATP Challenger Series 2005. Il torneo si è giocato a Bogotà in Colombia dal 18 aprile 2005 su campi in terra rossa.

## Vincitori

### Singolare
Paul Capdeville ha battuto in finale  Pablo González 6-3, 6-4

### Doppio
Marcos Daniel /  Santiago González hanno battuto in finale  Goran Dragicevic /  Mirko Pehar 7–6(4), 6-3